# Merenius
Merenius là một chi nhện trong họ Corinnidae.

## Các loài
- Merenius alberti Lessert, 1923
- Merenius concolor Caporiacco, 1947
- Merenius myrmex Simon, 1910
- Merenius plumosus Simon, 1910
- Merenius proximus Lessert, 1929
  - Merenius proximus quadrimaculatus Lessert, 1946
- Merenius recurvatus (Strand, 1906)
- Merenius simoni Lessert, 1921
- Merenius solitarius Lessert, 1946
- Merenius tenuiculus Simon, 1910
- Merenius yemenensis Denis, 1953